# 圣胡斯托-德斯韦尔恩
圣胡斯托-德斯韦尔恩（西班牙语：San Justo Desvern），是西班牙加泰罗尼亚巴塞罗那省的一个市镇。总面积8平方公里，总人口16859人（2013年），人口密度2148人/平方公里。